# جوزيف آدا
جوزيف آدا (بالإنجليزية: Joseph Adah)‏ هو لاعب كرة قدم نيجيري في مركز الوسط، ولد في 8 يونيو 1999 في أبوجا في نيجيريا. لعب مع نادي سلوتسك ونادي شاختار قراغندي.

## وصلات خارجية
- جوزيف آدا على موقع قاعدة بيانات كرة القدم.إي يو (الإنجليزية)
- جوزيف آدا على موقع Soccerway.com (الإنجليزية)
- جوزيف آدا على موقع عالم كرة القدم.نت (الإنجليزية)